# Giro del Piemonte 1982
Il Giro del Piemonte 1982, settantesima edizione della corsa, si svolse il 14 ottobre 1982 su un percorso di 193 km. La vittoria fu appannaggio dello spagnolo Faustino Rupérez, che completò il percorso in 5h06'00", precedendo il francese Pascal Jules e l'australiano Michael Wilson.
Sul traguardo di Oleggio Castello 77 ciclisti, su 155 partiti dalla medesima località, portarono a termine la competizione. 

## Ordine d'arrivo (Top 10)
| Pos. | Corridore              | Squadra       | Tempo    |
| ---- | ---------------------- | ------------- | -------- |
| 1    | Faustino Rupérez       | Zor-Gemeaz    | 5h06'00" |
| 2    | Pascal Jules           | Renault       | a 11"    |
| 3    | Michael Wilson         | Alfa Lum      | a 51"    |
| 4    | Alfons De Wolf         | Vermeer Thijs | s.t.     |
| 5    | Sean Kelly             | Sem-France L. | s.t.     |
| 6    | Roberto Ceruti         | Del Tongo     | s.t.     |
| 7    | Emanuele Bombini       | Hoonved       | s.t.     |
| 8    | Jean-Luc Vandenbroucke | La Redoute    | s.t.     |
| 9    | Stefan Mutter          | Puch-Eorotex  | s.t.     |
| 10   | Luciano Rabottini      | Gis Gelati    | s.t.     |